# Ээспере, Рене Оттович
Рене Оттович Ээспере (эст. René Eespere; род. 14 декабря 1953, Таллин) — эстонский композитор. Лауреат Государственной преми Эстонской ССР (1989). Среди его самых известных работ Glorificatio (1990) и Kaks jubilatsiooni («Две радости», 1995), написанные для смешанного хора. Известность получила также его песня «Время пробуждения», которая стала своеобразным гимном «Поющей революции».

## Биография
Рене Ээспере родился 14 декабря 1953 года в Таллине. В 1972 году окончил Таллинскую музыкальную среднюю школу по классу фортепиано, где его учителем был Вальдур Роотс. С 1972 по 1977 год изучал композицию в Таллинской государственной консерватории под руководством Анатолия Гаршнека. С 1977 по 1979 год проходил стажировку в Московской государственной консерватории под руководством Арама Хачатуряна и Алексея Николаева. С 1979 года преподаёт композицию и теорию музыки в Эстонской академии музыки и театра. С 1987 года заведует кафедрой теории музыки. В 2003 году получил должность профессора.
Член Союза композиторов Эстонии с 1979 года, дважды избирался в его совет. Также являлся членом Конгресса Эстонии. С 1994 по 1997 и с 2001 по 2003 год он возглавлял совет музыкального отдела культурного фонда Эстонии.
Его первые небольшие аллегорические балеты были поставлены в конце 1970-х годов на сцене тартуского театра «Ванемуйне». При создании своих балетов Ээспере вдохновлялся творчеством эстонских художников. Так балет «Человек и ночь» написан по мотивам творчества Кристьяна Рауда, а балет «Домочадцы» навеян произведениями Кальо Пыллу. Среди наиболее известных его вокально-симфонических произведений — оратории «Пассион», «Мистерия» и «Медитация». Он также сочинял музыку для детей.